# Kmečki upori v literaturi
Kmečki upori na Slovenskem se v literarnih delih velikokrat pojavljajo kot glavna tema ali pa stranski motiv.
Nekaj del s to tematiko:
- France Bevk, Tolminski punt, povest (1963) (COBISS)
- France Bevk, Iz iskre požar, mladinski roman (1963) (COBISS)
- France Bevk, Pravica do življenja, roman (1939) (COBISS)
- Peter Bohinjec, Za staro pravdo, roman (1901)
- Janez Dolenc, Pravica do življenja: Drama iz tolminskega kmečkega punta leta 1627 v štirih slikah, drama (1973) (po istoimenskem Bevkovem delu) (COBISS)
- Alojz Gradnik, Tolminski punt, poezija (1973) (COBISS)
- Herbert Grün, Slavni punt: Dve pražnji igri: po Antonu Aškercu in Ivanu Potrču, drama (1959) (COBISS)
- Klemen Hobjan, Puntar Matjaž: Povest iz časov kmečkih puntov in turških bojev, povest (1950) (COBISS)
- Ožbolt Ilaunig, Kapelški punt, povest (1927) (COBISS)
- Anton Ingolič, Gorele so grmade, roman (1977) (COBISS)
- Fran Jaklič, Ljudska osveta, roman (1892)
- Fran Jaklič, V graščinskem jarmu, povest (1925) (COBISS)
- Vitomil Feodor Jelenc, Kmečka vstaja, roman (1925)
- Josip Jurčič, Sin kmečkega cesarja,  roman (1869)
- Anton Koder, Kmetski triumvirat, roman (1883)
- Bratko Kreft, Velika puntarija, drama (1937) (COBISS)
- Ivan Lah, Uporniki, povest (1906) (COBISS)
- Miroslav Malovrh, Kralj Matjaž, povest (1904)  (COBISS)
- Nekoč naš kmet je bil tlačan, almanah literarnih prispevkov na temo kmečkih uporov (1973) (ur. Ljuba Jager)  (COBISS)
- Ivan Pregelj, Štefan Golja in njegovi, povest (1937) (COBISS)
- Ivan Pregelj, Tolminci, roman (1927) (COBISS)
- Ivan Pregelj, Zadnji upornik, roman (1917)
- Alojzij Remec, Veliki punt: Kmečka zgodba iz 18. stoletja, roman (1909) (COBISS)
- August Šenoa, Seljačka buna, roman (1877)  (slovenski prevod Kmečki punt iz leta 1951)   (COBISS)
- Franc Tovornik, Stara pravda nekdaj, povest (1924) (COBISS)
- Vladimir Vesel,  Libera nos a malo, roman (1911) (COBISS)
- Ana Wambrechtsamer, Za staro pravdo: zgodovinska igra v šestih slikah iz časa kmečkih bojev, drama (1938)  (COBISS)
- Ivan Zorec, Stiški tlačan: Povest iz druge polovice XVI. stoletja, povest (1935)
- Janez Zupan, Zadnji kmečki punt, roman (1987)  (COBISS)